# Graçanica (Kosovo)
Graçanica (Servisch: Грачаница/Gračanica) is een gemeente in het Kosovaarse district Prishtina. De gemeente wordt in grote meerderheid bewoond door etnische Serviërs.

## Demografie

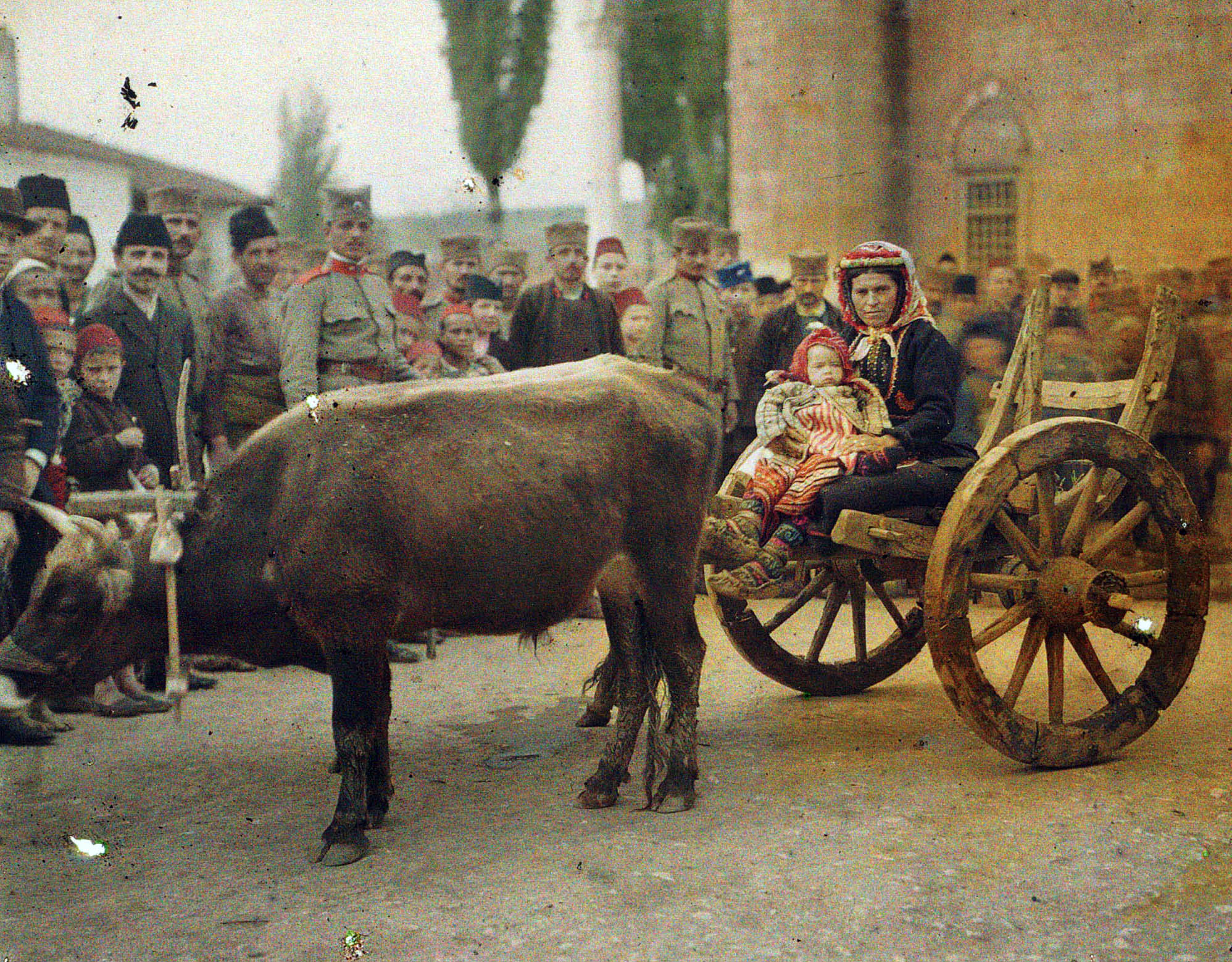
Servische soldaten en dorpelingen in 1913

Er bestaan verschillende schattingen over het bevolkingstal van de enclave als geheel, variërend van 10.500 tot 13.000 inwoners in de 15 dorpen die de enclave vormen. De gemeente Gračanica telde volgens de resultaten van de volkstelling van 2011 officieel 10.675 inwoners. Op basis van de bevolkingsschattingen van het Kosovo Agency of Statistics in 2016, heeft de gemeente 11.931 inwoners. Veel van de inwoners zijn Servische vluchtelingen die uit Pristina zijn verdreven. Officieel vormen Serviërs 68,8% van de bevolking, terwijl de Kosovaarse Albanezen 30,3% vormen.